# Tato Grigalashvili
Tato Grigalashvili (en georgiano: ტატო გრიგალაშვილ; Gori, 1 de diciembre de 1999) es un deportista georgiano que compite en judo.
Participó en dos Juegos Olímpicos de Verano, obteniendo una medalla de plata en París 2024, en la categoría de –81 kg, y el quinto lugar en Tokio 2020, en la misma categoría.
Ganó cinco medallas en el Campeonato Mundial de Judo entre los años 2021 y 2025, y cinco medallas en el Campeonato Europeo de Judo entre los años 2020 y 2025.

## Palmarés internacional
| Juegos Olímpicos   | Juegos Olímpicos        | Juegos Olímpicos | Juegos Olímpicos |
| Año                | Lugar                   | Medalla          | Categoría        |
| ------------------ | ----------------------- | ---------------- | ---------------- |
| 2024               | París (Francia)         | Medalla de plata | –81 kg           |
| Campeonato Mundial |                         |                  |                  |
| Año                | Lugar                   | Medalla          | Categoría        |
| 2021               | Budapest (Hungría)      | Medalla de plata | –81 kg           |
| 2022               | Taskent (Uzbekistán)    | Medalla de oro   | –81 kg           |
| 2023               | Doha (Catar)            | Medalla de oro   | –81 kg           |
| 2024               | Abu Dabi (EAU)          | Medalla de oro   | –81 kg           |
| 2025               | Budapest (Hungría)      | Medalla de plata | –81 kg           |
| Campeonato Europeo |                         |                  |                  |
| Año                | Lugar                   | Medalla          | Categoría        |
| 2020               | Praga (República Checa) | Medalla de oro   | –81 kg           |
| 2022               | Sofía (Bulgaria)        | Medalla de oro   | –81 kg           |
| 2023               | Montpellier (Francia)   | Medalla de plata | –81 kg           |
| 2024               | Zagreb (Croacia)        | Medalla de oro   | –81 kg           |
| 2025               | Podgorica (Montenegro)  | Medalla de plata | –81 kg           |